# Surface romaine

Une animation de la surface romaine

La surface romaine  ou surface de Steiner (ainsi appelée parce que Jakob Steiner était à Rome quand il l'a conçue) est une application auto-intersectante du plan projectif réel dans l'espace à trois dimensions, avec un haut degré de symétrie. Cette application est localement un plongement topologique, mais n'est pas une immersion (au sens différentiel) du plan projectif ; cependant elle en devient une lorsqu'on enlève de l'image six points singuliers.
Elle s'obtient en prenant  l'image de la  sphère de rayon unité centrée à l'origine par l'application
Comme {\displaystyle f(-x,-y,-z)=f(x,y,z)}, {\displaystyle f} passe au quotient et définit une application du plan projectif réel
dans {\displaystyle \mathbf {R} ^{3}}.

La surface romaine apparaît ainsi comme la surface de {\displaystyle \mathbf {R} ^{3}} d'équation implicite
privée des points des 3 axes de coordonnées dont la distance à l'origine est supérieure à 1/2.
Chacune de ces présentations permet de voir qu'elle est invariante par permutation des coordonnées, et donc qu'elle possède les symétries d'un tétraèdre régulier.

En partant d'une paramétrisation de la sphère en termes de longitude (θ) et latitude (φ), on obtient les équations paramétriques suivantes de la surface romaine  :
{\displaystyle x=\cos \theta \cos \varphi \sin \varphi }
{\displaystyle y=\sin \theta \cos \varphi \sin \varphi }
{\displaystyle z=\cos \theta \sin \theta \cos ^{2}\varphi }
L'origine est un point triple et chacun des plans xy, yz, et xz est tangent à la surface. Les autres points d'auto-intersection sont des points doubles, définissant le long des trois axes des segments dont les extrémités sont des points cuspidaux[réf. souhaitée]. Cette surface possède la symétrie du tétraèdre. C'est un type particulier (le type 1) de surface de Steiner, qui est une projection linéaire sur {\displaystyle \mathbf {R} ^{3}}  d'une surface de Veronese 
dans {\displaystyle \mathbf {R} ^{5}}